# Jacob Clemens non Papa
Jacobus Clemens non Papa (también conocido como Jacques Clément o Jacob Clemens non Papa) (Ypres, 1510/15 – Dixmunda, 1555 o 1556) fue un compositor flamenco del Renacimiento que vivió la mayor parte de su vida en Flandes. Fue un compositor prolífico en muchos de los estilos contemporáneos y especialmente famoso por sus composiciones polifónicas sobre los salmos en lengua holandesa, conocidas como Souterliedekens.

## Vida
Nada se sabe de su juventud e incluso los detalles de sus años de madurez artística son poco precisos. Puede haber nacido en Middelburg, Zelandia, aunque los indicios son contradictorios. En todo caso, era oriundo de alguna parte de lo que hoy es Bélgica y Holanda. La primera referencia inequívoca a este autor data de finales de la década de 1530, cuando Pierre Attaingnant publica una colección de sus chansons en París. Entre marzo de 1544 y junio de 1545 trabaja como succentor (director del coro en los oficios divinos) en la catedral de Brujas y poco después comienza una relación comercial con Tielman Susato, el editor de Amberes, que durará hasta el final de su vida. Entre 1545 y 1549 era probablemente maestro de coro de Philippe de Croy, duque de Aerschot, uno de los mayores generales de Carlos V, precediendo en el cargo a Nicolas Gombert. En 1550 estaba empleado como sanger ende componist ("cantante y compositor") por la Cofradía Mariana en Bolduque. También hay indicios de que vivió y trabajó en Ypres y Leiden. Se especula, con indicios remotos, que trabajó asimismo en Dordrecht.
Hay varias teorías respecto al origen del epíteto "non Papa". Una de ellas sostiene que fue añadido humorísticamente por su editor, Susato, para distinguirlo del papa Clemente VII—"Jacob Clemens — pero no el Papa." Otra teoría indica que sería para distinguirlo de Jacobus Papa, un poeta de Ypres. Sin embargo, teniendo en cuenta que el Papa Clemente VII murió en 1534, antes de que se publicara alguna obra de Clemens, y que la confusión con el poeta era improbable, ya que los apellidos eran bastante diferentes, es admisible que el apodo fuese creado como broma más que por razones prácticas. Sin embargo, el epíteto se ha mantenido a lo largo del tiempo.
Se desconocen los detalles de su muerte, pero probablemente murió en 1555 o 1556. El texto de 1558 Continuo lacrimas, de la deploration de la muerte de Clemens por Jacobus Vaet, sugiere que tuvo un fin violento pero, aunque así fuera, no se explican las circunstancias. Según una fuente de 1644, Clemens fue enterrado en Diksmuide, cerca de Ypres, en la actual Bélgica.

## Obras e influencia
A diferencia de sus contemporáneos, Clemens parece no haber viajado nunca a Italia, de lo que resulta que la influencia italiana está ausente de su música. Representa el dialecto nordeuropeo del estilo franco-flamenco.
Clemens fue uno de los principales representantes de la generación entre Josquin y Palestrina y Orlando di Lasso. Fue sobre todo un compositor de música sacra. De hecho, su producción musical incluye aproximadamente un 80% de música sacra, bien litúrgica o para uso privado. De sus aproximadamente 233 motetes, solo tres contienen textos profanos en forma de himnos de alabanza a la música. Sin embargo, sí compuso algo más de 100 obras profanas, que abarcan todo el espectro de géneros poéticos usados por los compositores de su generación. Teniendo en cuenta que su carrera como compositor duró apenas dos décadas, Clemens fue un compositor extraordinariamente prolífico, escribiendo:
- 15 misas, incluyendo 14 misas parodia[3] (la mayoría de las cuales fueron publicadas en 1555-70 por Pierre Phalèse el Viejo en Lovaina); dos secciones de misa (un Kyrie y un Credo)[6]
- 15 magnificats[7]
- c. 233 motetes[3]
- Poco más de 100 piezas profanas, incluyendo 89 chansons (de las cuales solo 77 se consideran auténticas y se incluyen en la edición completa de sus obras),[8] 8 canciones neerlandesas, 8 piezas sin texto, 2 chansons intabuladas y un canon instrumental (dudoso)[3]
- 159 Souterliedekens o versiones en holandés de los salmos, usando melodías de canciones populares como cantus firmus.[3]

De todas estas obras, los Souterliedekens fueron quizás las más conocidas e influyentes. Los Souterliedekens se publicaron en 1556-7 por Tielman Susato en sus Musyck Boexken ("Libros de Música"), IV-VII y comprenden la única música protestante en holandés durante el Renacimiento. Basándose en un volumen anterior de los Souterliedekens impreso por Symon Cock, que contenía versiones monofónicas de los salmos en holandés, los Souterliedekens de Clemens pasaron a ser las primeras versiones completas polifónicas de los 150 salmos en holandés.
Supuestamente, la traducción original en verso del Salterio al holandés fue completada por Willem van Nievelt de Wittenberg.
Las versiones de Clemens son generalmente simples y pensadas para ser cantadas por la gente en casa. El autor utilizó como cantus firmus algunas melodías profanas bien conocidas que se imprimieron en la edición de Cock, incluyendo canciones de taberna, de amor, baladas y otras canciones populares de su tiempo. La mayoría son versiones a tres partes y hay 26 combinaciones diferentes de estas voces. Algunos de los Souterliedekens se basan en canciones de baile y son claramente homofónicas y homorrítmicas, mientras que otros usan la imitación. Resulta notable que estas piezas sobrevivieran la prohibición de 1569, cuando el gobierno del Duque de Alba censuró todos los libros que se consideraban heréticos.
Después de su muerte sus obras se distribuyeron por Alemania, Francia, España e incluso en varios círculos en Inglaterra. La influencia de Clemens fue especialmente importante en Alemania; Orlando di Lasso, en particular, conocía bien su música e incluyó en sus obras elementos del estilo de Clemens.